# El Recreo (Jalpa de Méndez)
El Recreo es un ranchería del municipio de Jalpa de Méndez ubicado en la subregión centro del estado mexicano de Tabasco.

## Geografía
La localidad de El Recreo se sitúa en las coordenadas geográficas 18°16′40″N 93°05′46″O / 18.277778, -93.096111, a una elevación de 1 metro sobre el nivel del mar.

## Demografía
Según el Conteo de Población y Vivienda 2020, efectuado por el Instituto Nacional de Estadística y Geografía, la localidad de El Recreo tiene 1,180 habitantes, de los cuales 577 son del sexo masculino y 603 del sexo femenino. Su tasa de fecundidad es de 2.15 hijos por mujer y tiene 314 viviendas particulares habitadas.
| Gráfica de evolución demográfica de El Recreo entre 1940 y 2020 |
|                                                                 |
| INEGI.                                                          |